# Círculo de Baja Sajonia
El Círculo de Baja Sajonia (en alemán: Niedersächsischer Reichskreis) era una de las diez circunscripciones del círculo imperial en las que Maximiliano I de Habsburgo dividió el Sacro Imperio Romano Germánico en 1512. Abarcaba prácticamente los territorios del original Círculo de Sajonia (en alemán: Sächsischer Reichskreis), se le cambió de nombre para diferenciarlo del Círculo de Alta Sajonia.
Gran número de los Estados miembros han estado vinculados a los reyes de Reino Unido, Dinamarca y Suecia en muchas ocasiones.

## Composición
El círculo estaba formado por los siguientes Estados :
| Nombre                 | Tipo de entidad       | Comentarios |
| Blankenburg            | Condado               | Establecido en 1123. Vinculado al Ducado de Brunswick-Wolfenbüttel desde 1599. Principado desde 1703.                                 |
| Bremen                 | Arzobispado           | Establecido en 787. Secularizado en 1648 como Ducado de Bremen. Vinculado a la Corona Sueca. Cedido al Electorado de Hanover en 1719. |
| Bremen                 | Ciudad Imperial Libre | Desde 1186. |
| Brunswick-Lüneburg     | Ducado                | |
| Brunswick-Celle        | Principado            | Subdivisión de Brunswick-Lüneburg desde 1269 hasta 1705.                                                                              |
| Brunswick-Calenberg    | Principado Ducado     | Subdivisión de Brunswick-Lüneburg desde 1494. Unido a Celle en 1705 para formar el Electorado de Hanover.                             |
| Brunswick-Grubenhagen  | Principado            | Subdivisión de Brunswick-Lüneburg desde 1291 hasta 1596.                                                                              |
| Brunswick-Wolfenbüttel | Principado Ducado     | Subdivisión de Brunswick-Lüneburg desde 1269. Ducado desde 1815.                                                                      |
| Goslar                 | Ciudad Imperial Libre | Desde 1290. |
| Halberstadt            | Obispado              | Establecido en 804. Secularizado en 1648 como Principado de Halberstadt. Vinculado al margraviato de Brandeburgo.                     |
| Hamburgo               | Ciudad Imperial Libre | Desde 1189. |
| Hildesheim             | Obispado              | Establecido en 815. |
| Holstein               | Ducado                | Establecido en 1474. Vinculado a la Corona Danesa desde 1648.                                                                         |
| Holstein-Gottorp       | Ducado                | Subdivisión de Holstein desde 1544 hasta 1773.                                                                                        |
| Lübeck                 | Obispado              | Establecido en 1160. |
| Lübeck                 | Ciudad Imperial Libre | Desde 1226. |
| Magdeburgo             | Arzobispado           | Establecido en 955. Secularizado en 1680 como Ducado de Magdeburgo.                                                                   |
| Mecklenburgo-Schwerin  | Ducado                | Establecido en 1352. |
| Mecklemburgo-Güstrow   | Ducado                | Subdivisión de Mecklenburg-Schwerin desde 1520 hasta 1552, y desde 1621 hasta 1695.                                                   |
| Mecklenburgo-Strelitz  | Ducado                | Subdivisión de Mecklenburg-Schwerin desde 1701.                                                                                       |
| Mühlhausen             | Ciudad Imperial Libre | Desde 1251. |
| Nordhausen             | Ciudad Imperial Libre | Desde 1220. |
| Rantzau                | Condado               | Establecido en 1650. Vinculado a la Corona Danesa desde 1734.                                                                         |
| Ratzeburg              | Obispado              | Establecido en 1154. Secularizado en 1648 como Principado de Ratzeburg. Vinculado al ducado de Mecklenburg desde 1701.                |
| Regenstein             | Condado               | Desde 1160. Unido a Blankenburg desde 1368. Vinculado al Ducado de Brunswick-Wolfenbüttel desde 1599.                                 |
| Sajonia-Lauenburgo     | Ducado                | Establecido en 1296. |
| Schwerin               | Obispado              | Establecido en 1154. Secularizado en 1648. Vinculado al ducado de Mecklenburg-Schwerin.                                               |

- Datos: Q616195
- Multimedia: Lower Saxon Circle / Q616195